# Муваххит, Бедиа
Бедиа Муваххит (имя при рождении Эмине Бедиа Шекип) (16 января 1897 — 20 января 1994) — турецкая актриса. Считается одной из первых актрис-мусульманок. Государственный артист Турции (1987).

## Биография
Родилась 16 января 1897 года в семье прокурора Шекип-бея и его жены Рефики-ханым в стамбульском районе Кадыкёй. Начальное образование получила в школе Святого Антуана на острове Бююкада. После окончания школы поступила во французский лицей Нотр-Дам-де-Сион в Стамбуле. Помимо турецкого и французского, Бедиа знала также греческий язык.
В 1914 году была принята на работу в государственную телефонную компанию телефонисткой. С 1921 года преподавала французский язык в школе для девочек Эренкёй. Примерно в это же время она встретила актёра Ахмета Рефет Муваххита. Они познакомились, когда Бедиа брала у него автограф. В 1923 году они поженились. В 1922 году у Бедии и Ахмета родился сын Шуайип Сина Арбел (1922—1991). В 1923 году Бедиа уволилась из Эренкёй и начала карьеру актрисы. В 1927 году умер её муж.
В 1933 году Бедиа вышла замуж за Фридриха Статцера (1906—1974, также был известен как Ферди Статцер). Второй брак Бедии продлился 18 лет, в 1951 году супруги развелись. После развода Бедиа взяла фамилию первого мужа.
Бедиа Муваххит умерла 20 января 1994 года в госпитале при Стамбульском университете. Похоронена на кладбище Ашиян.

## Карьера
Впервые снялась в кино в 1917 году в фильме «Pençe».
В 1923 году, вскоре после брака Бедии с Ахметом Муваххитом, их общий друг режиссёр Мухсин Эртугрул пригласил Бедию сняться в своём фильме «Огненная рубашка», который был снят на основе одноимённого произведения Халиде Адывар. Также Бедиа играла в театре. В общей сложности её актёрская карьера продолжалась более пятидесяти лет. В 1975 году Бедиа завершила свою актёрскую карьеру.

## Фильмография
- Огненная рубашка (1923)
- İstanbul Sokaklarında (1931)
- Karım Beni Aldatırsa (1933)
- Beklenen Şarkı (1953)
- Paydos (1954)
- Yaşlı Gözler (1955)
- Son Beste (1955)
- Gülmeyen Yüzler (1955)
- Çapkınlar (1961)
- Gönül Ferman Dinlemez (1962)
- Bir Gecelik Gelin (1962)
- Belalı Torun (1962)
- Barut Fıçısı (1963)
- Genç Kızlar (1963)
- İstanbul Kaldırımları (1964)
- Kaynana Zırıltısı (1964)
- Manyaklar Köşkü (1964)
- Gençlik Rüzgarı (1964)
- Halk Çocuğu (1964)
- Anasının Kuzusu (1964)
- Gel Barışalım (1964)
- Sarı Kızla Kopuk Ahmet (1964)
- Hizmetçi Dediğin Böyle Olur (1964)
- Hep O Şarkı (1965)
- Sevinç Gözyaşları (1965)
- Bozuk Düzen (1966)
- Aşkın Gözyaşları (1966)
- Çalıkuşu (1966)
- Sokak Kızı (1966)
- O Kadın (1966)
- Sevgilim Artist Olunca (1966)
- Şoförün Kızı (1966)
- Evlat Uğruna (1967)
- Sen Benimsin (1967)
- Zehirli Hayat (1967)
- Dünyanın En Güzel Kadını (1968)
- Katip (1968)
- Ateşli Çingene (1969)
- Esmerin Tadı Sarışının Adı (1969)
- Lekeli Melek (1969)
- Son Mektup (1969)
- Tatlı Sevgilim (1969)
- Yumurcak (1970)